# Дан-Д'Еран
Гора Дан Д'Еран (фр. Dent d'Hérens) (висота 4171 м) належить до Пенінських Альп і знаходиться на кордоні Італії та Швейцарії на північ від гори Маттергорн. 

## Походження назви
Свою назву вершина отримала за найменуванням долини д'Еран, розташованої на північ від вершини Дан-Бланш. Ймовірно, що спочатку вершина називалася Дан-Бланш. Цю назву зараз носить вершина, що перекриває вид на Дан-д'Еран з долини. На старих картах область, в якій були розташовані обидві вершини, називалася одним словом Weisszahnhorn (в перекладі з нім. — Пік Білий Зуб). Французька назва Дан-Бланш (фр. Dent Blanche) з'явилася тільки в 1820 році. Оскільки Дан-д'Еран іноді буває прихований за Дан-Бланшем, то в результаті останній отримав це ім'я. Однак місцеві жителі називали дану гору Дан-д'Еран ім'ям Дан-Бланш, що породжувало плутанину. Теперішні імена вершин є офіційними після виходу карти Дюфура в 1862 році.

## Фізико-географічна характеристика

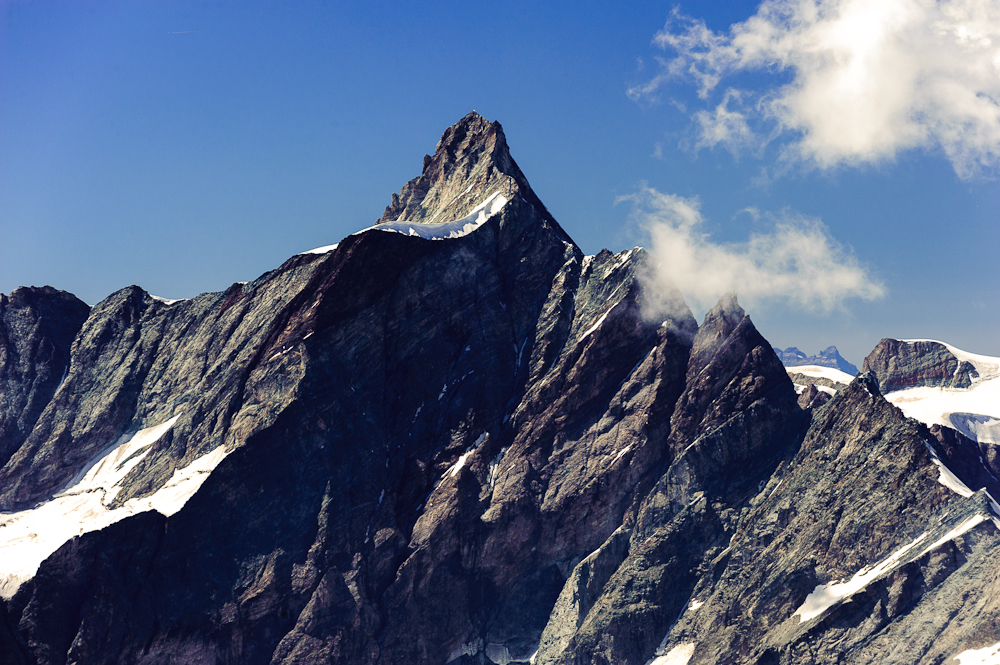
Дан-д’Еран, східна стіна

Дан-д'Еран розташована в основному гірському ланцюзі Альп між швейцарським кантоном Вале на півночі і італійською провінцією Валле-д'Аоста на півдні. Північна частина вершини входить до водозбірного басейну річки Рона, тоді як південна частина гори живить річку По.
Дан-д'Еран розташована за 4 км на захід від вершини Маттергорн і на такій же відстані на північ від італійського гірського курорту Брей-Червінія. На швейцарській (північній) стороні гора підноситься над льодовиком Цмутт. За 12 км на північний схід розташоване село Церматт. Вершина Дан-Бланш розташована за 7 км на північ.

## Історія сходження
Перше сходження здійснили Флоренс Крофорд Грове, Вільям Холл, Реджінальд Сомерлід Макдональд, Монагу Вудмас, Мельхіор Андерег, Жан-П'єр Каша та Пітер Перен 12 серпня 1863. 
Перше зимове сходження було здійснено М. П'яченцою, Дж. Дж. Карелом та Г. Б. Пеліз'єром 16 січня 1910 року. 
Сходження через 1300-метрову північну стіну вперше здійснили Вілло Вельценбах та Євген Альвайн 10 березня 1925 року.

## Маршрути
Існує три наступні маршрути:

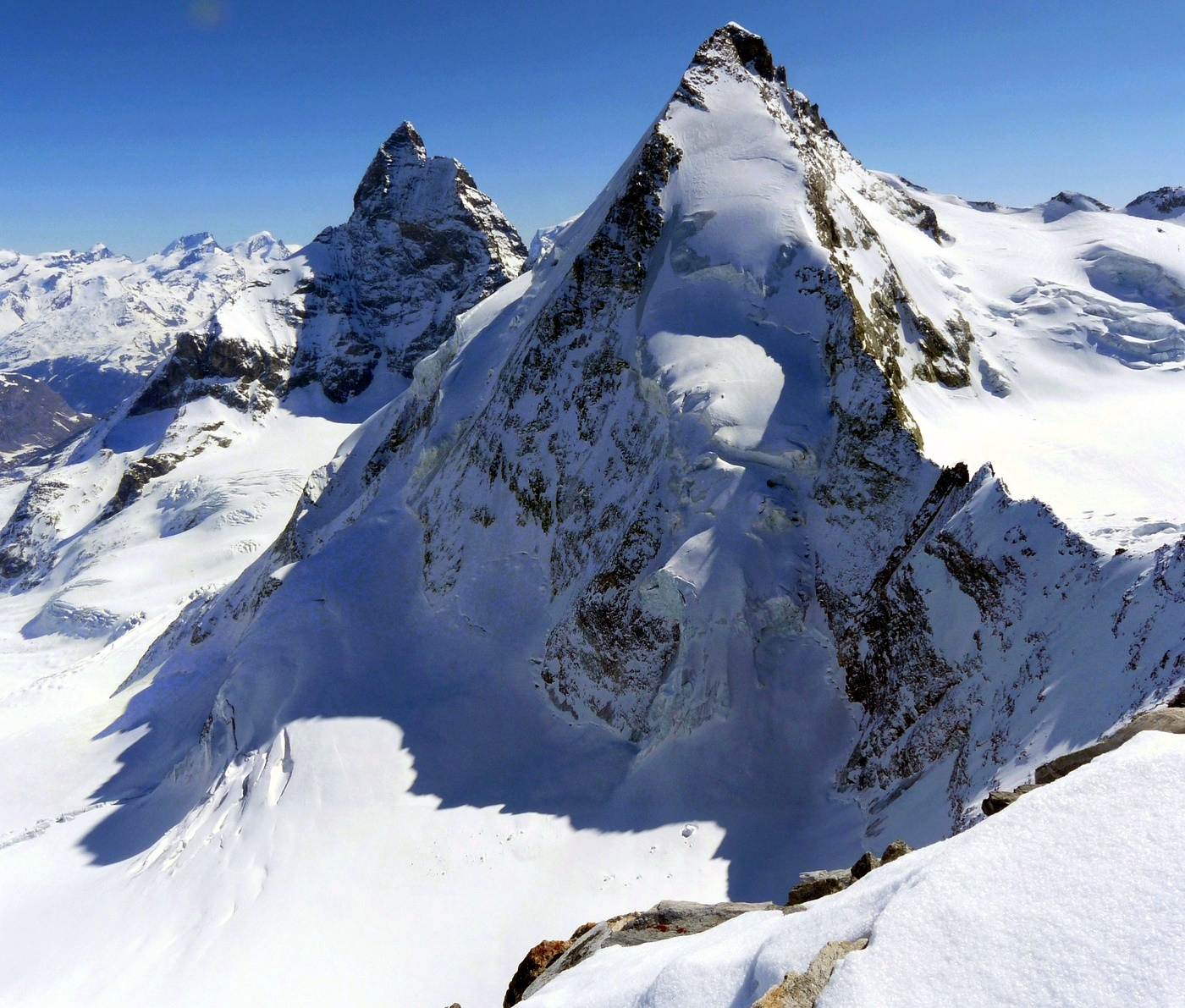
Дан-д’Еран, західна стіна

- Західно-північнозахідний бік (класичний маршрут з боку Швейцарії);
- Західний хребет (класичний маршрут з боку Італії) від бази Аоста;
- Східний хребет.